# Coperto

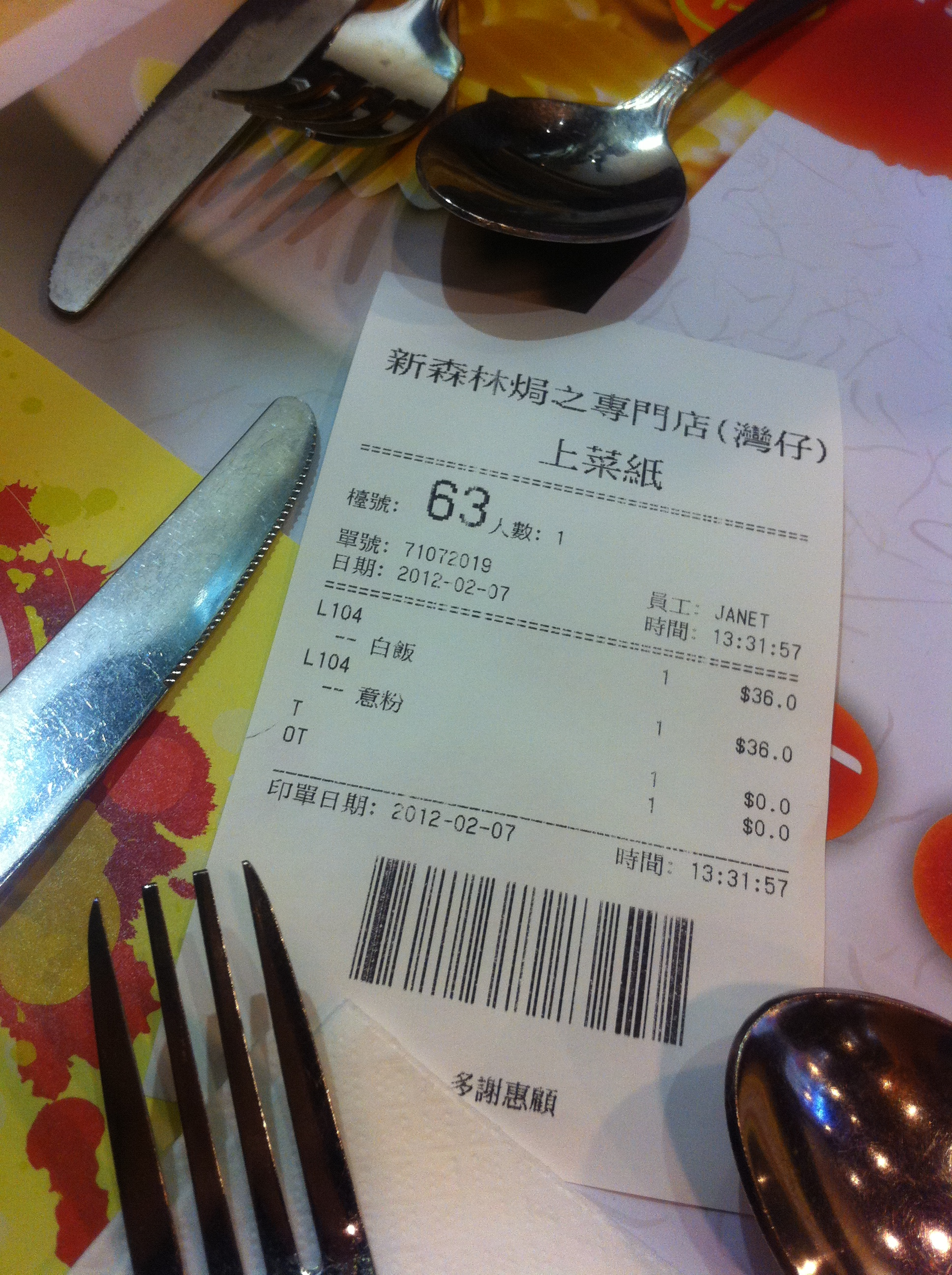

Coperto (z wł. nakrycie stołowe) – należność niekiedy doliczana do rachunku w restauracji we Włoszech. Jest opodatkowanym zyskiem lokalu (inaczej niż napiwek, który jest nieopodatkowanym zyskiem obsługi). Wynosi zazwyczaj ok. 1 - 2 euro od stolika lub od każdej osoby przy stoliku. Wysokość coperto jest zwykle podawana w menu.